# Ralph Howard Fowler
Sir Ralph Howard Fowler (* 17. Januar 1889 in Fedsden, Essex; † 28. Juli 1944 in Cambridge) war ein britischer Physiker und Astronom für theoretische Astrophysik.

## Leben
Ralph Howard Fowler war der älteste Sohn von Howard Fowler und Frances Eva. Er studierte Mathematik am Trinity College der Universität Cambridge von 1908 bis 1915. Im Ersten Weltkrieg wurde er als Marineartillerieoffizier in Gallipoli verwundet; danach arbeitete er in einem Forschungsinstitut der Marine an der Aerodynamik von Artilleriegeschossen. 1917 wurde er in den temporären Rang eines Captain befördert und 1918 als Officer des Order of the British Empire ausgezeichnet.
Ab 1920 unterrichtete er Mathematik am Trinity College in Cambridge. Er arbeitete mit Edward Arthur Milne und Paul Dirac über Astrophysik, Statistische Mechanik und Thermodynamik. Fowler wurde 1925 als Fellow in die Royal Society aufgenommen. 1936 wurde ihm von der Royal Society die Royal Medal verliehen. 1932 bekam er den Lehrstuhl für Theoretische Physik am Cavendish-Laboratorium im Cambridge. Zu seinen Schülern zählten Subrahmanyan Chandrasekhar, Homi Jehangir Bhabha und John Lennard-Jones. Beim Ausbruch des Zweiten Weltkriegs arbeitete er wieder für die Militärforschung und war insbesondere Verbindungsmann zu den Vereinigten Staaten (siehe MAUD-Kommission). In Anerkennung dortigen Leistungen wurde er 1942 als Knight Bachelor geadelt.
1921 heiratete er Eileen Rutherford, die Tochter von Ernest Rutherford. Das Paar hatte vier Kinder, darunter der Physiker Peter Fowler. Rosemary Fowler war seine Schwiegertochter.

## Ehrungen
1970 wurde der Mondkrater Fowler nach ihm und Alfred Fowler benannt.
Der Asteroid (2762) Fowler ist nach ihm benannt. Entsprechendes gilt auch für die Fowler-Inseln in der Antarktis und das Fowler-Nordheim-Tunneln.